# Synodontis ocellifer
Synodontis ocellifer is een straalvinnige vissensoort uit de familie van de baardmeervallen (Mochokidae). De wetenschappelijke naam van de soort is voor het eerst geldig gepubliceerd in 1900 door Boulenger.